# Tetrathiafulvaleen
Tetrathiafulvaleen, vaak afgekort tot TTF, is een zwavelhoudende organische verbinding met de brutoformule (H2C2S2C)2. Studies waarin deze heterocyclische verbinding een rol speelt hebben sterk bijgedragen aan de ontwikkeling van de moleculaire elektronica. In de stamverbinding, fulvaleen zijn bij TTF vier CH-groepen vervangen door zwavel. Meer dan 10.000 wetenschappelijke artikelen beschrijven de eigenschappen van TTF en zijn derivaten.

## Synthese
De interessante eigenschappen van TTF hebben geleid tot een groot aantal bereidingswijzen van TTF en zijn derivaten. In veel syntheseschema's worden twee cyclische R2C3S2 moleculen met elkaar gekoppeld: 1,3-dithia-2-thion (3 zwavelatomen) of het verwante 1,3-dithia-2-on (2 zwavelatomen en een exocyclisch zuurstofatoom). Voor TTF zelf wordt uitgegaan van het trithiocarbonaat H2C2S2CS, dat op de exocyclische zwavel gemethyleerd wordt. Reductie levert H2C2S2CH(SCH3). Reactie met tetrafluorboorzuur verwijdert de exocyclische zwavelgroep als methaanthiol:
{\displaystyle \mathrm {H_{2}C_{2}S_{2}CH(SCH_{3})\ +\ HBF_{4}\ \longrightarrow \ [H_{2}C_{2}S_{2}CH^{+}]BF_{4}^{-}\ +\ HSCH_{3}} }
waarna het gevormde tetrafluorboraatzout met behulp van tri-ethylamine in TTF wordt omgezet:
{\displaystyle \mathrm {2\ [H_{2}C_{2}S_{2}CH^{+}]BF_{4}^{-}\ +\ Et_{3}N\ \longrightarrow \ (H_{2}C_{2}S_{2}C)_{2}\ +\ 2\ Et_{3}NHBF_{4}} }

## Redoxeigenschappen
Grotere hoeveelheden TTF zelf hebben geen opvallende elektrische eigenschappen (zoals te verwachten is voor organische verbindingen). Zouten die afgeleid zijn van het TTF+-ion echter gedragen zich op een bijzondere manier.
De hoge geleidbaarheid van TTF+-zouten is terug te voeren op de volgende eigenschappen van het ion:
- alle atomen liggen in een plat vlak waardoor een π-π-stapeling van de ionen mogelijk wordt
- de hoge symmetrie van het ion: delokalisatie van de lading treedt makkelijk op, waardoor tegelijkertijd de afstotende coulombkracht minder wordt
- de milde condities die nodig zijn om het radicaal-kation te maken

Elektrochemische metingen laten zien dat TTF tweemaal reversibel geoxideerd kan worden:
{\displaystyle \mathrm {\ TTF\ \rightleftharpoons \ TTF^{+}\ +\ e^{-}} }
met E = 0,34 V en
{\displaystyle \mathrm {TTF^{+}\ \rightleftharpoons \ TTF^{2+}\ +\ e^{-}} }
met E = 0,78 V. Beide reactiepotentialen zijn opgemeten in een oplossing in acetonitril ten opzichte van een Ag/AgCl-elektrode.
Iedere dithiolylideenring in TTF heeft 7 π-elektronen: 2 voor elk zwavelatoom en 1 voor elk koolstofatoom. Dubbele oxidatie geeft dus in beide ringen een aromatische 6π-elektronenconfiguratie. De centrale binding is, zeker in het TTF2+-ion eigenlijk een enkele binding geworden.

## Geschiedenis
Wudl en zijn groep lieten als eerste zien dat het zout [TTF+]Cl− een halfgeleider is. Het charge-transfer complex [TTF][ TCNQ] is een halfgeleider met een kleine band gap. Röntgendiffractie van [TTF][ TCNQ ] toonde vervolgens aan dat in de zouten stapels positieve TTF-ionen naast stapels negatief geladen TCNQ ionen voorkwamen. Deze gescheiden stapeling (Engels: “segregated stack”) was verantwoordelijk voor het uitzonderlijke elektrische gedrag: een hoge en anisotrope geleidbaarheid. Sinds deze eerste ontdekking is er een groot aantal derivaten van TTF bereid. Onder andere tetramethyltetrathiafulvaleen (Me4TTF) en bis(ethyleendithio)tetrathiafulvaleen (BEDT-TTF) zijn goed bestudeerd. Tetramethylselenafulvalenen (TMTSF's), seleenderivaten waarin zwavel vervangen is door seleen, vertonen vergelijkbare eigenschappen.